# Начало и ход московской войны
.

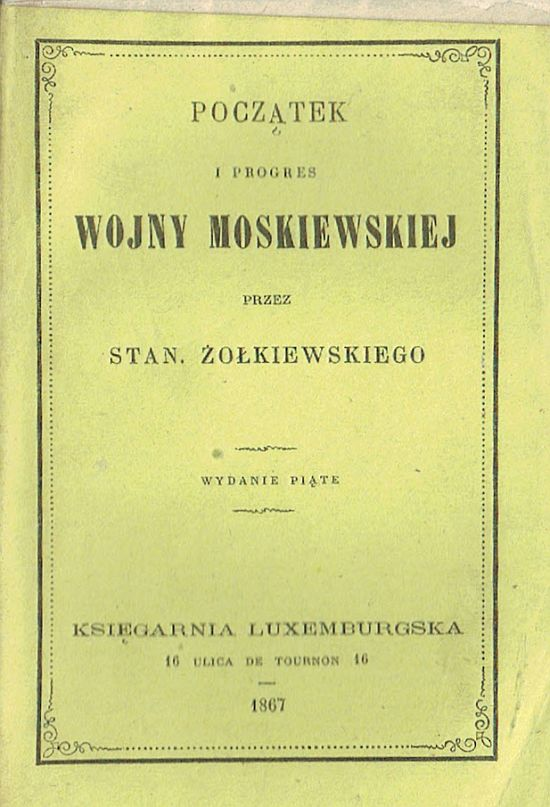
Początek i progres wojny moskiewskiej. Издание. Париж, 1867

«Начало и ход московской войны» (пол. Początek i progres wojny moskiewskiej) — мемуары польского полководца начала XVII века, Гетмана польного коронного и великого гетмана, канцлера Станислава Жолкевского, активного участника Русско-польской войны (1609—1618).
Написаны в 1612 году. Изданы с рукописного экземпляра во Львове в 1833 году руководителем библиотеки Оссолинских Константином Слотвинским под названием «История Московской войны до взятия Смоленска» (Historia wojny moskiewskiej aż do opanowania Smoleńska).
Автор по примеру Юлия Цезаря пишет о себе в третьем лице (пан Гетман). Написаны на старопольском языке. В тексте много макаронизмов.